# 天然橡胶

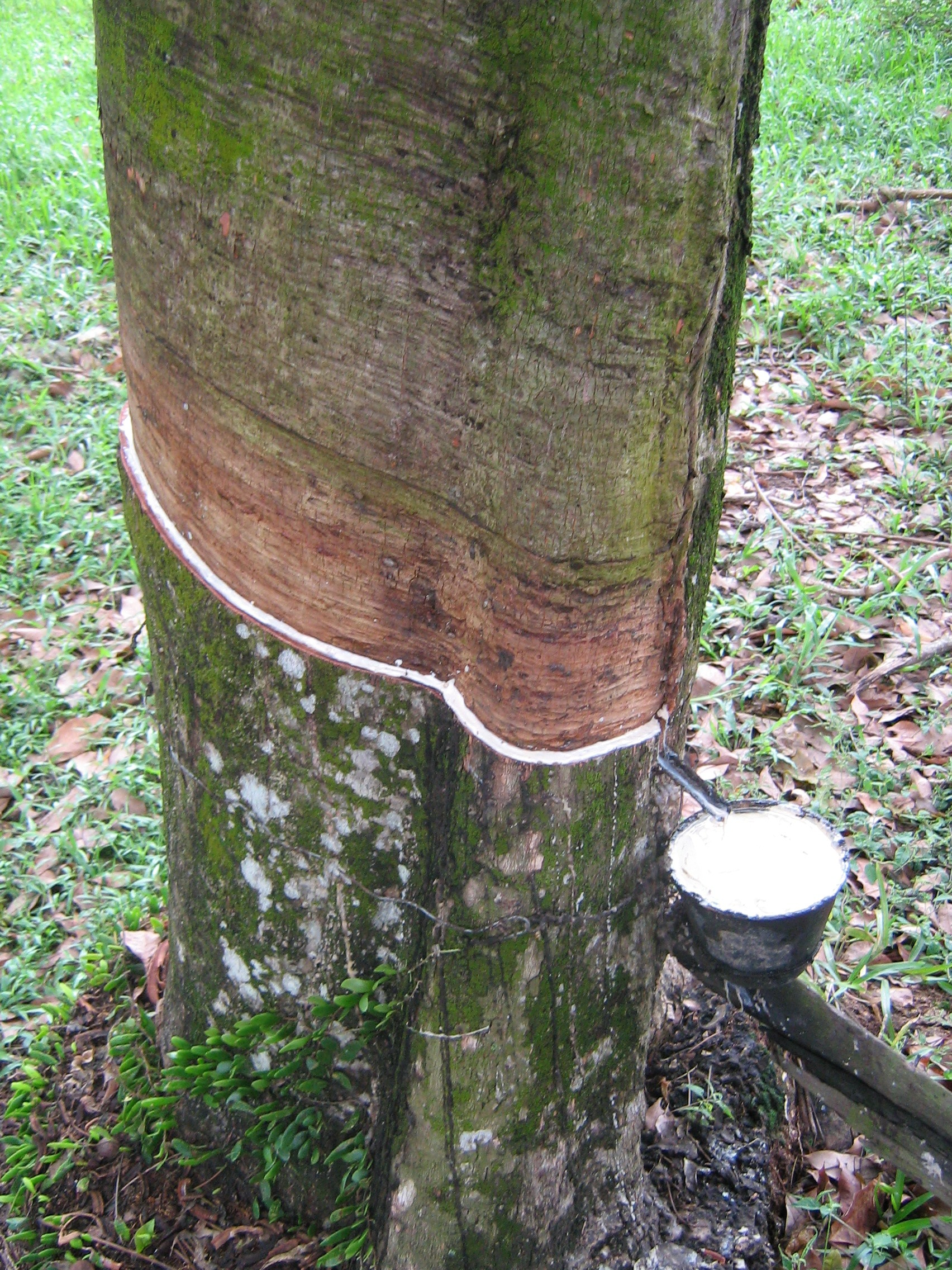
正在从巴西三叶橡胶树采集的天然橡胶

天然橡膠（又稱為印度橡膠）是一種有彈性的碳氫化合物異戊二烯聚合物，未經加工時以乳劑的形態存在，稱作為乳膠。
除天然橡胶以外还存在合成橡胶，現今全球约60%的橡膠需求由石化業提供。

## 歷史
天然橡膠對人類科技和生活影響甚鉅，即便二次世界大戰之後天然橡膠的重要性已有逐漸被合成橡膠取代的趨勢，天然橡膠與其相關技術的發展過程仍是人類對彈性體了解的根基。

### 史前和地理大發現時期
在中美洲和南美洲，很久以前已經有人採集橡膠。中美洲的蹴球遊戲便使用橡膠做的皮球。在那裏出土的橡膠球，有些可追溯至公元前1600年。根據文獻記載，這些皮球的彈力極佳，更曾使到訪的西班牙人以為這些皮球有邪靈附身。傳說哥倫布與其水手在1496年第二次航行新大陸，到海地島時是歐洲人第一次發現土著們進行蹴球遊戲。
橡膠也被用作把木製手柄栓緊於石頭或金屬器具上的帶子，以及手柄的填充物。馬雅人則懂得利用橡膠製造鞋子。
雖然中美洲土著不像現代人那樣正式地把橡膠硫化（參看本文後段的有關敘述），但他們仍能利用有機物去達到近似的效果，例如把未經加工的乳劑混入不同種類的樹脂、樹液或一些藤類植物的汁液中（特別是某些種類的旋花科植物）。
巴西一些土著會利用橡膠製造防水布料，他們用火焰把樹膠燻乾並以此處理衣物好讓他們在潮濕的雨林中保持身體乾燥。曾有傳聞稱有葡萄牙人把這些衣服帶回祖國，把同鄉嚇壞了，結果被控施行巫術而受審判。在亞馬遜雨林的土著更直接把橡膠樹汁塗抹在腳上，約略二十分鐘後異戊二烯分子便和空氣中的氧氣作用，氧原子會連接各異戊二烯分子形成近似固體的結構，然後土著就可以穿著這種橡膠靴在雨林中活動，只不過由於氧的化學活性大，一天後這種橡膠靴就會解體。

### 近代橡膠研究發展
1736年法國地理學家夏勒·瑪西·德·拉·公達敏從亞馬遜雨林帶回橡膠樹樣本並介紹給法國科學院。1751年他遞交了一篇由防水材料先驅法蘭斯瓦·費奴著且記載天然橡膠多種性質的論文給科學院。這篇論文於1755年發行，被公認為是史上第一篇介紹天然橡膠的論文。1764年法蘭斯瓦·費奴還發現天然橡膠溶解於松節油。1779年佛羅倫斯的喬瓦尼·法布羅尼發現另一種橡膠的主要溶劑石腦油。1826年法拉第曾分析天然橡膠由碳和氫組成，且比例為5比8。1860年英國人格蘭威爾·威廉斯經由分解蒸餾法實驗首先提出天然橡膠為異戊二烯組成為主的看法。1879年法國的古斯達夫·布夏達用異戊二烯製造出彈性類似天然橡膠的材料，並做出天然橡膠與聚合物關係方面的研究。1892年威廉·奧古斯都·提爾頓爵士意外從松節油中製備出異戊二烯，他在實驗完放置在架子上數月的瓶子中發現有橡膠性質的大塊黃色結塊，而這項事件被公認為早期合成橡膠的里程碑。1934年瑞士的物理化學家維爾納·昆發展出熵模型來解釋橡膠高分子的彈性現象。

### 近代橡膠種植發展

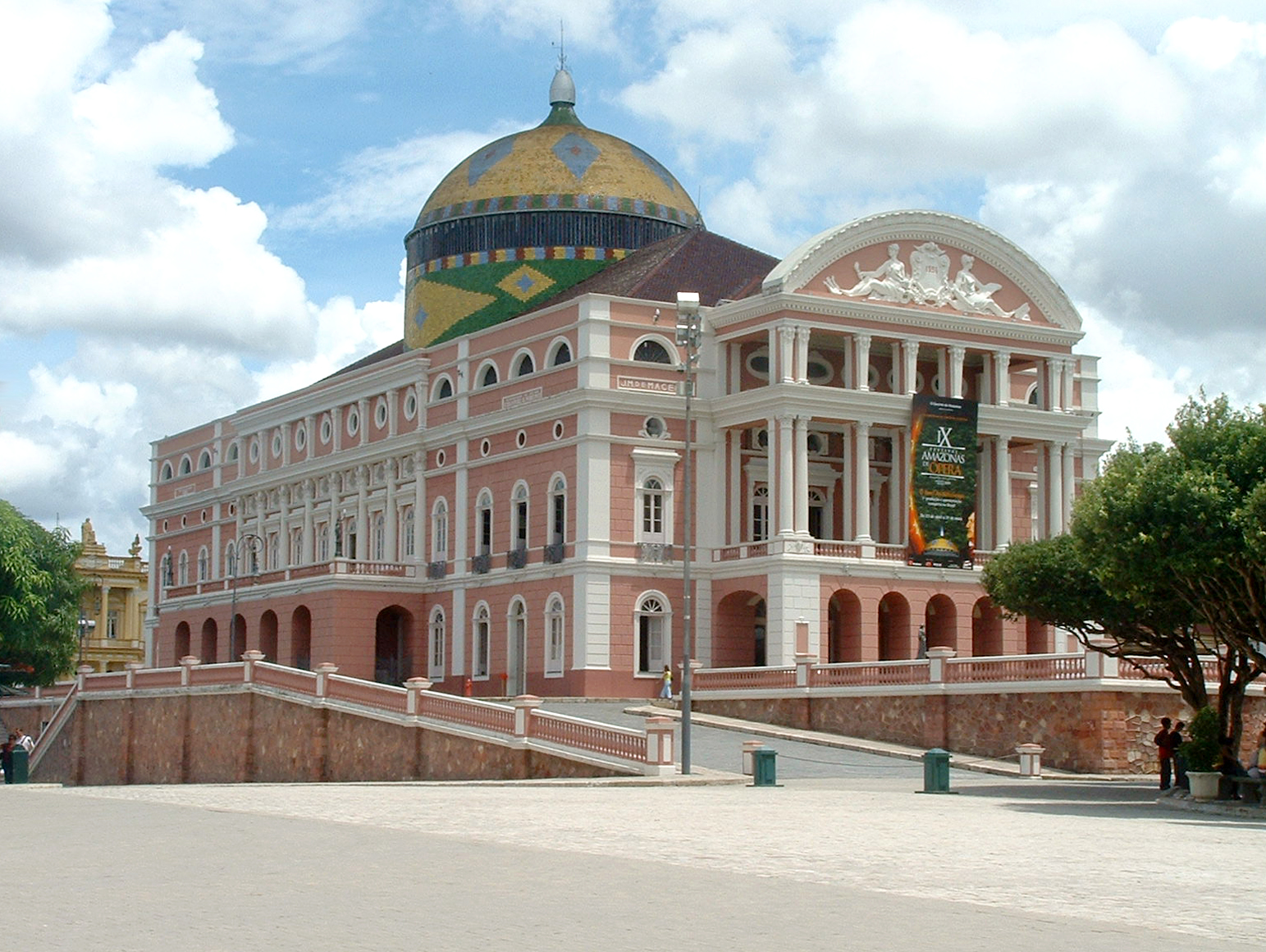
華麗的歌劇院亞馬遜劇場是瑪瑙斯於種植橡膠熱潮時期繁榮的證據

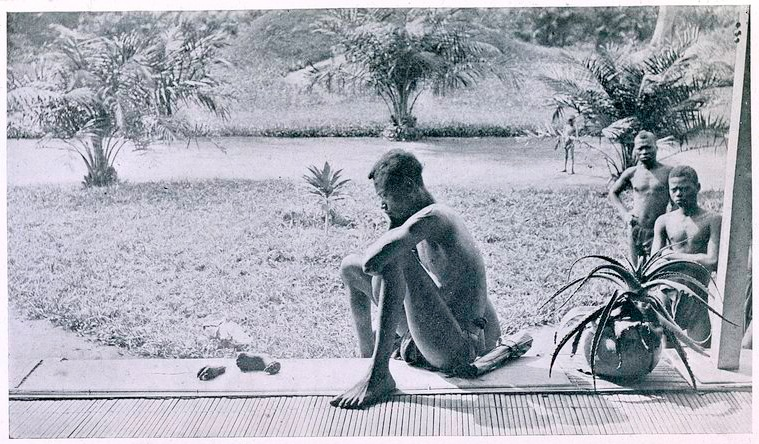
一位無法滿足橡膠採收配額的剛果父親凝視其5歲女兒遭砍下的手和腳

1876年英國探險家亨利·威克翰從帕拉帶回約七萬顆三葉橡膠樹種子至邱園並交予植物學家約瑟夫·道爾頓·胡克。雖然帶回來的種子甚多，不過栽植於邱園溫室的橡膠樹發芽率低於百分之十，於是開始將橡膠樹移植他處如剛果、賴比瑞亞、奈及利亞、斯里蘭卡等等地區。其中由於橡膠樹於斯里蘭卡生長旺盛，於是再由斯里蘭卡船運更多橡膠樹至馬來西亞、新加坡、巴達維亞等當時英屬馬來亞地區進行嘗試種植。其中斯里蘭卡的 22 株三葉橡膠樹被運至當時還屬於馬來西亞的新加坡植物園種植，目前普遍相信馬來西亞超過 75% 的栽培植物都是從花園裡的這 22 株幼苗中衍生出來的。利奧波德國王統治下的剛果自由邦於十九世紀末曾一度是重要的天然橡膠來源地區，不過從剛果等中非地方盛產的橡膠紫茉莉採收天然橡膠較為困難，採收成本相對於三葉橡膠樹較高，為了維持價格上的競爭力，採取強制勞動的制度壓低人工成本，發生了不少暴力、流血的人道悲劇，而因為血是紅色的所以該地區當時產的橡膠俗稱為「紅橡膠」。1888年亨利·尼古拉斯·里德利接管新加坡植物園並開始於園內種植三葉橡膠樹，此即東南亞大規模橡膠農場的前身。自從橡膠硫化的方法發明之後，橡膠的應用漸漸廣泛，天然橡膠價格亦不斷攀升。十九世紀中葉開始出現種植橡膠熱潮，人群湧入南美叢林之中，沿著熱帶雨林中的河流開闢都市，種植橡膠。此熱潮造成亞馬遜雨林移入眾多人口可比當代的加利福尼亞淘金潮，且產生不少因橡膠致富的富豪。這些富豪通常被稱為強盜貴族（和英語Rubber Baron同音）。1912年天然橡膠價格暴跌，熱潮結束，南美洲因橡膠而發展的城市人去樓空，漸步蕭條。1930年代時南美黃葉病大爆發，南美洲失去生產天然橡膠的主導地位，天然橡膠的生產重心向東南亞轉移。

### 近代橡膠應用發展
十九世紀初期時蘇格蘭人查爾斯·麥金塔以兩層布夾一層橡膠製成雨衣並獲得專利。1823年第一批天然橡膠製成的橡膠鞋商品由海運出口至波士頓。1825年湯瑪斯·翰考克發明把橡膠製成長條狀的機器（咀嚼機，masticator machine），供應馬車上給乘客避雨的防水布料，雖然這台機器一次只能處理兩盎司的橡膠，但其原理仍為現代橡膠生產機器的雛形。1839年查爾斯·古德伊爾發明橡膠硫化的方法大幅改善橡膠性質，在此之前橡膠的消耗量一直很低迷，例如1830年世界橡膠消耗量僅156噸且皆來自巴西，這是因為這些天然橡膠天氣炎熱時會變得黏膩，冬天時會變脆，因此不便於商業應用。第一次世界大戰後，隨著製鞋業以及汽車科技的發展，天然橡膠需求大增，英國提出史蒂芬計畫因應，試圖穩定橡膠價格。

## 性質

### 物理與機械性質
常溫下密度約為0.92克/平方公分，但是若將溫度降至10℃以下，橡膠會產生高分子結晶而密度上升。熱傳導係數大約是0.2（J/s·m·°C）
機械性質方面，天然橡膠在拉伸試驗過程中會產生大量彈性應變以及若干不可恢復的塑性應變。硫化前的天然橡膠具有強烈的剪切稀化性，然而隨著硫化熟成後此性質趨於不明顯，拉伸方向的抗拉強度也將提升。由於天然橡膠在受到極小的外力壓縮時就會產生塑性應變，天然橡膠被視為一種软物质。在應變-應力行為表現上，天然橡膠具有慕林斯效應以及潘恩效應，而且常帶有超彈性。天然橡膠還有應變結晶化的性質，在經歷應變時會產生相變化。如同多數的彈性體，天然橡膠還有高夫-焦耳效應，如果在受到拉伸應力時再予以加熱，則天然橡膠傾向收縮。
天然橡膠的彈性原理不同於金屬，金屬的彈性來自於金屬原子間鍵結的伸縮和扭曲，因此，對金屬製品如彈簧施力時功是被儲存在電位能中的。天然橡膠的彈性則是來自於高分子材料的變凝行為（thixotropic behavior），對天然橡膠施力時，功以熱能的形式儲存於橡膠中。在鬆弛、缺乏施力的狀態時，天然橡膠的微觀狀態呈現綿密纏繞的長鏈狀，此長鏈不斷進行旋轉、扭動。當天然橡膠受到外力拉扯時，微觀狀態下的長鏈被拉直，長鏈的旋轉、扭動相對減少。基於此理，再加上熵值的變化和自由度有關的前提，鬆弛時天然橡膠有較高的自由度，反之，拉直時天然橡膠擁有的自由度則較低。在天然橡膠的鬆弛過程中，熱能轉換成動能，熵值上升，進行系統對環境的吸熱，天然橡膠的系統溫度上升。而在拉伸天然橡膠的過程中，長鏈的動能轉換為熱能，熵值下降，進行系統對環境的放熱，天然橡膠的系統溫度下降。換言之，天然橡膠的鬆弛過程相當於理想氣體的膨脹過程，而天然橡膠的拉伸過程相當於理想氣體的壓縮過程，可見密閉空間中的氣體也多少具有彈性的性質，也許這種比較的說法是違反直覺的，但是把天然橡膠視為一維的氣體就合理許多。這裡提到的放熱、吸熱是熱力學上的定義，而非化學熱力學的定義，因為全部的過程中天然橡膠的化學組成是沒有變化，也沒有經歷化學反應的。在天然橡膠發揮彈性，受到應力增加拉伸與受到應力減少收縮，此天然橡膠材料經歷絕熱過程。天然橡膠的彈性與熱力學性質很容易從日常生活中驗證，只要拿一條天然橡膠製的橡皮筋，貼在人體對溫度較敏感的部位如前額或嘴唇並對此橡皮筋拉伸、鬆開即可實驗。

### 化學性質
天然橡膠的摩尔质量一般介於100,000至1,000,000之間。天然橡膠包含兩種化學結構，順式聚異戊二烯和反式聚異戊二烯。反式聚異戊二烯因為立體結構的關係，比順式聚異戊二烯普遍要來得更硬、更難溶解、更容易產生結晶。基於上述理由，反式聚異戊二烯在商業應用上用途較少，順式聚異戊二烯才是天然橡膠目前應用上的主流，口語上說天然橡膠也通常都指順式聚異戊二烯。以反式聚異戊二烯為主結構的天然橡膠有很多別名，大多與其植物來源有關。從巴拉塔樹的樹汁取得稱為巴拉塔膠（balata），馬來語percha樹的樹汁稱為古搭帕恰膠，從杜仲樹取得的則稱為杜仲膠。不同植物來源的反式聚異戊二烯天然橡膠成分差別不大，用途也稍有不同。巴拉塔膠最早期的被用於水下電纜的絕緣材料現今則做特種黏合劑等功能，而古搭帕恰膠現今運用在牙科與骨科等方面。

古搭帕恰膠的化學結構

由於聚異戊二烯可以被合成製造，所以用這種方式生產的聚異戊二烯又稱為“合成天然橡膠”（synthetic natural rubber），或稱IR（isoprene rubber）以和來自植物的天然橡膠NR（natural rubber）做區別。典型風乾後三葉橡膠樹天然橡膠成分大略如下表：
| 成分       | 平均所占比例 |
| ---------- | ------------ |
| 橡膠烴     | 94%          |
| 丙酮萃取物 | 2.5%         |
| 蛋白質     | 2.5%         |
| 水分       | 0.5%         |
| 灰份       | 0.3%         |
| 雜質       | 0.2%         |
| 總計       | 100%         |

在上表成分中，丙酮萃取物又被稱為丙酮可溶分，即丙酮可以溶解的天然橡膠部分，這部分由脂肪、脂肪酸、蠟、磷脂質、固醇類等等組成。灰分主要包含許多無機成分，例如鎂、銅、錳等金屬離子。
有關溶劑的部分，天然橡膠的主要溶劑為松節油和石腦油，由於橡膠不容易快速溶解，因此一般在溶解天然橡膠前會先予以切碎增加表面積來加速溶解。剛採集的生膠可以藉由添加氨水來防止絮凝，維持溶液安定，其原理在於氨水中的銨離子和生膠中的脂肪酸形成類似肥皂般有親水部位和親油部位在兩端的界面活性劑物質來阻止膠體的成長，也因為如此，灰分中鎂離子要是過多會導致鎂離子和脂肪酸形成沉澱，使該溶液的安定性下降。
天然橡膠的主鏈結構以碳-碳單鍵為主，高分子碳-碳單鍵可以旋轉的性質使其塊材在常溫下可屈可撓，富含彈性。然而在天然橡膠遭遇玻璃轉化溫度以下的溫度時，碳-碳單鍵的旋轉變得十分緩慢，鏈狀結構趨於固定的幾何形狀，而天然橡膠也會失去彈性，但只要再加熱，天然橡膠又可以再恢復彈性，整個過程是可逆的。如同多數的彈性體，天然橡膠在極低溫下會變得硬脆，嚴寒狀況下的工程應用務必要注意此特性。附帶一提，天然橡膠之所以在常溫下非常有彈性，是因為天然橡膠除了高分子主鏈結構以碳-碳單鍵為主外，還具有玻璃轉化溫度低於常溫的物理性質，相對的塑膠雖然也有高分子碳-碳單鍵結構，可是玻璃轉化溫度高於常溫，所以塑膠在常溫下缺乏彈性，這些影響彈性的因子可以幫助區別塑膠和橡膠。
除了碳-碳單鍵外，天然橡膠也含有不少碳-碳雙鍵，碳-碳雙鍵使得天然橡膠對臭氧造成的臭氧化反應很敏感，會造成俗稱乾朽的聚合物降解狀況，一般在工程或應用上比較忌諱，因為遭遇乾朽的天然橡膠會變成粉末狀的而失去原來的功能。
含有碳-碳雙鍵對天然橡膠的另外一項影響是可以硫化。天然橡膠在硫化以前可以視為熱塑性塑料，硫化以後則傾向熱固性塑料。因為應用上為了兼具上述兩種塑料的性質，通常只會進行較低程度的硫化處理，在這種硫化橡膠遭遇加熱或冷卻時往往會產生材料劣化，而不是直接被破壞掉。硫化的天然橡膠，每200個碳原子只會有一個會和硫產生反應，但如此便足以產生硫化天然橡膠和天然橡膠極大的不同。
碳-碳雙鍵的位置可以幫助辨認該天然橡膠是順式或反式的異戊二烯，現代的相關研究常利用X射線晶體學、熱降解、氫化、臭氧化等等技術來分析天然橡膠的分子結構。

### 生物性質與對人體影響
有些人對乳膠有嚴重的過敏症狀，且在暴露有天然橡膠的環境時發作，稱為乳膠過敏。例如，有些人對天然橡膠製的醫用手套表現出全身型過敏性反應。很多工作環境如醫院、工廠、實驗室等等會基於人因工程學的考量改採其他材料來避免此類情形。
採用合成橡膠如氯丁橡膠、丁基橡膠等可以避免過敏問題，但是成本通常較高。
採用其他對過敏影響較輕微的天然橡膠也是一種選擇。例如，由灰白銀膠菊製成的橡膠能夠減少過敏。灰白銀膠菊的相關橡膠已經被研究以取代原本對過敏影響較嚴重的三葉橡膠樹橡膠。
還有一派仍採用三葉橡膠樹產的天然橡膠，但是透過化學方法處理消除會造成過敏的抗原蛋白質，也是一種減輕乳膠過敏的方法。
有時候過敏原不全然和天然橡膠有直接關連，而是天然橡膠產品的搭配物如衣物、手套等等的其他原料造成的，導因常常是多元性化學敏感症。根據美國二分脊椎症協會（SBAA）指出，超過百分之七十三的二分脊椎症患者會對天然橡膠表現過敏症狀，嚴重程度從溫和刺激到有致命危險不一，因此應避免讓二分脊椎症患者暴露在有天然橡膠的環境之下。

### 性質改良與填料
為了使天然橡膠的性質更符合人類需要，因此可以添加填料改變天然橡膠性質。例如，添加滑石粉的天然橡膠吸黏性比較低，要接觸或移動天然橡膠時會更方便。

## 期货
天然橡胶是上海期货交易所主要的交易品种，具有成交活跃，投资者关注度高等特点。
橡膠的期貨價格經常受下列因素影響：
- 農務：例如橡膠樹產地種植面積、產期、樹齡、農業技術等等
- 天氣狀況：橡膠樹產地多地處熱帶，是否有颱風、豪雨、霜害等天然災害影響
- 政策：生產國的政策、庫存、匯率、與其他生產國的策略聯盟等等、消費國的政策、匯率、關稅等等，例如生產國欲揚升天然橡膠價格時，會採取存膠於樹的策略來減少開採及供應，而生產國欲降低國內失業率時，則會擴大割膠，促進就業
- 替代品：很多時候合成橡膠可以替代天然橡膠，合成橡膠多來自石油化學工業，所以油價可以做為判斷的指標
- 汽車業：汽車零件、管線、輪胎等是天然橡膠最主要用途，因此天然橡膠的價格跟汽車業景氣榮枯息息相關

## 产区分布
天然橡胶目前主要分布于赤道地区，包括东南亚地区、非洲中西部以及中美洲和南美洲。泰国是全球最大的产胶国，其次是印尼和马来西亚。中国的橡胶主要分布于海南和云南，占全国产量的90%以上。

## 产量与消费
2014年，全世界天然橡胶产量1207万吨，其中中国产量70.4万吨，居第五位。2014年中国天然橡胶消费量270万吨。
2014年，消费天然橡胶：中国476万吨；欧盟113.9万吨；印度101.22万吨；美国93.21万吨。
2014年，天然橡胶产量：泰国432.4万吨；印尼315.3万吨；越南95.37万吨；中国85.7万吨；印度70.45万吨；马来西亚66.81万吨；斯里兰卡9.94万吨；菲律宾11.32万吨；柬埔寨9.66万吨。

## 來源

### 生物合成
天然橡膠粒子在產膠植物的乳膠細胞的細胞質中形成。橡膠粒子被親水端朝內的單層磷脂層包覆起來。該磷脂層把生物合成所需的蛋白質嵌合在成長中的橡膠粒子表面，所以新的單體可以從生物通透膜外加入，而不是來自乳膠細胞內部。橡膠粒子是一種酵素活性的實體，含有三層物質，橡膠高分子團，生物通透膜以及自由移動的單體。橡膠鏈上沿著雙鍵主鏈上負電荷的影響導致生物通透膜和處於核心的橡膠高分子團緊密地黏著在一起。自由移動的單體與其共軛的蛋白質組成最外一層。橡膠的前驅物是異戊基焦磷酸（IPP），異戊基焦磷酸受橡膠轉移酶的影響而加長橡膠高分子。單體加成在高分子的焦磷酸端上。該反應使高能焦磷酸端位移。反應產生順式聚合物。起始步驟受到異戊烯轉移酶催化，把三個異戊基焦磷酸單體轉換成一個法尼基焦磷酸。法尼基焦磷酸可以跟橡膠轉換酶結合，拉出一條新的天然橡膠高分子。

### 農務與產地

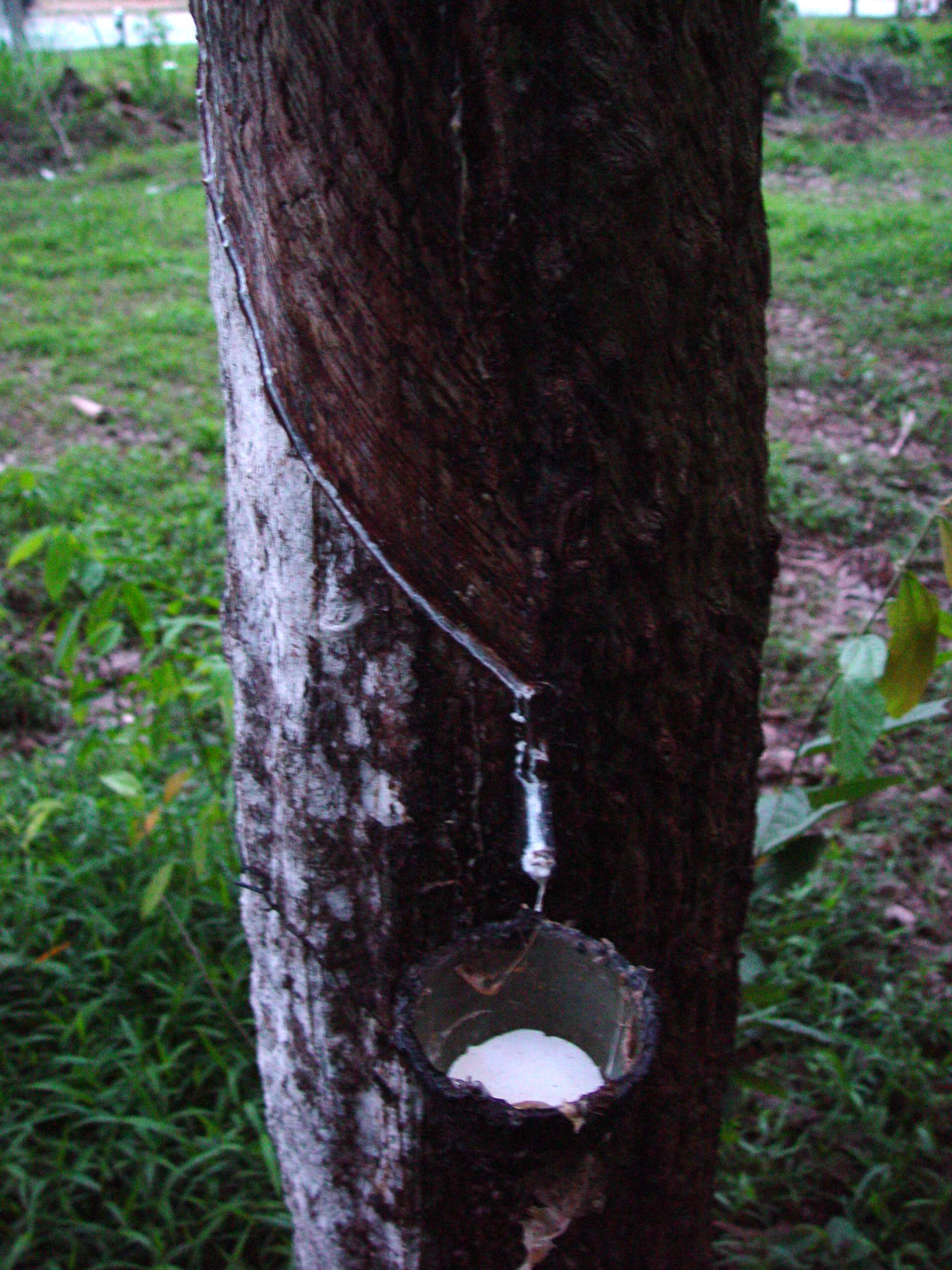
從一些植物的樹液中取得

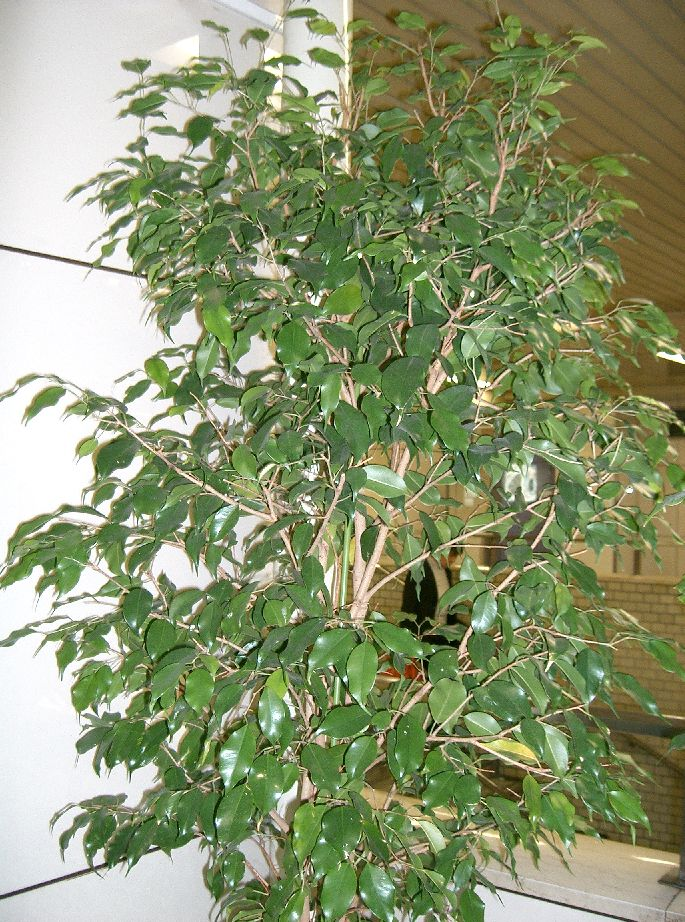
原產於東南亞的垂榕也可以產膠

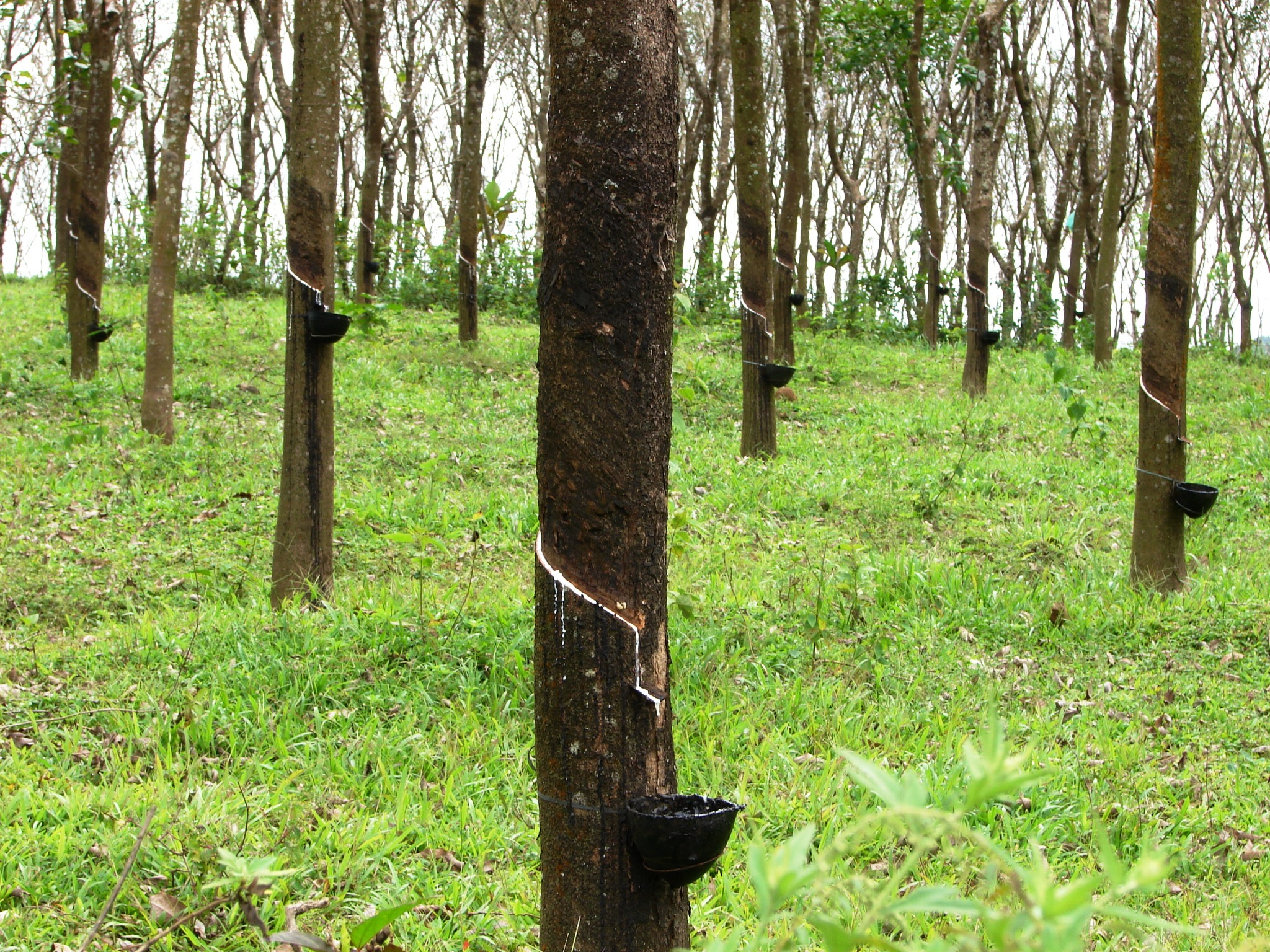
橡膠樹通常會被大規模栽植，圖為印度喀拉拉邦栽植橡膠樹的狀況，該地使用椰子殼承接生橡膠

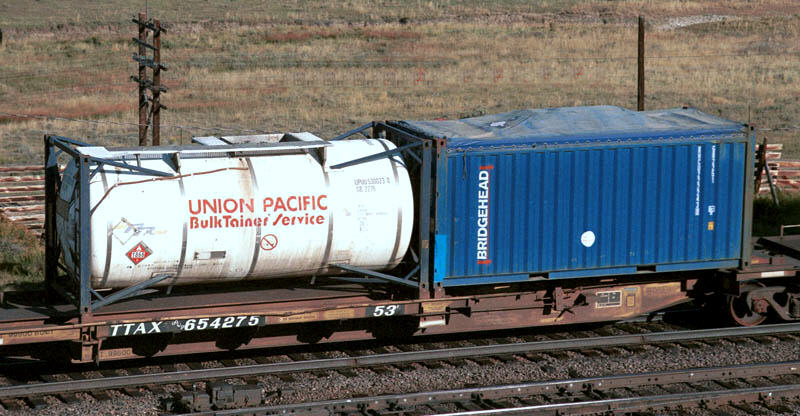
圖左是一個20 ft的筒狀ISO標準容器，圖右是包覆它的外殼

目前已知兩百種以上的植物種類可以做為提供天然橡膠的來源，但是由於產量割漿頻率和植物壽命等等考量因此以三葉橡膠樹提供最多的商用橡膠。它在受傷害（如莖部的樹皮被割開）時會分泌出大量含有橡膠烴的樹乳（latex）。人為割開樹皮並汲取樹乳的過程稱為割膠，是目前生產天然橡膠最重要的農務手段。
另外，無花果樹和一些大戟科的植物也能提供橡膠。分布於中美洲的桑科彈性卡斯桑木亦有橡膠可採，是哥倫布來到新大陸前中美洲蹴球運動中硬膠球的主要來源。德國在第二次世界大戰時由於橡膠供應被切斷，曾嘗試從這些植物取得橡膠，但後來改為以人造方式生產合成橡膠。蘇聯在當時為了取得橡膠來源，則選擇從橡膠草的根提煉。在中国大陆，因为中国大陆特有的杜仲树也能提炼天然橡胶，所以近年来也已经有大规模的推广种植。
最初的橡膠樹生長於南美洲，但經過人工移植，現在東南亞也種有大量的橡膠樹。南美洲的橡膠樹由於遭受黴菌造成的黃葉病肆虐生產已大幅萎縮，昔日的的橡膠重鎮瑪瑙斯曾因此於二十世紀中葉蕭條。事實上，亞洲已成為最重要的橡膠來源地，2005年時占世界出口量的百分之九十四，而其中又以泰國、印尼和馬來西亞為大宗，占生膠生產量共約百分之七十二。
目前缅甸也大量栽种三叶橡胶。
樹體型相較於三葉橡膠樹較小的灰白銀膠菊這種灌木所產的天然橡膠必須從各個細胞萃取出來，不能經由割膠的方式取得。和它的菊科親戚橡膠草一樣，灰白銀膠菊在萃取過程中會銷毀植物的生命，因此只能提供一次性的橡膠來源，相對於可以重覆割膠的橡膠樹來說，是經濟效率很差的植物。不過，產膠的菊科植物往往可以被種植在緯度較高的溫帶地區，因此以替代品來說，仍具有相當潛力。
隨著時代的演進，許多可以生產橡膠的植物因為重要性被三葉橡膠樹取代而轉作其他用途。例如，印度榕的乳膠對眼睛有較強的刺激性，且吞入有毒，所以印度榕今日做為行道樹居多，而垂榕則有時作為觀賞用的觀葉植物、盆栽等用途。

### 運輸
當橡膠的處理工廠和產膠區域距離拉大時，天然橡膠的運輸問題便顯得格外重要。隨著天然橡膠的價格水漲船高，運輸方式往往以成本考量決定。而成本考量又會受到運輸距離、倉儲情形、運輸狀況、買家需求等等因素影響。越洋輸送時，通常使用一些較小容器裝載天然橡膠，然後再把這些小容器裝進20ft的貨櫃再運走。小容器可能有這些種類：
- 鐵桶：傳統的運輸方式，為了增加耐久度和使容器具有固定形體，往往使用鋼來製造，好處是零售時分發方便
- 筒狀ISO標準容器：本身就可以吻合貨櫃，專門用來裝載流體、粉末等的圓筒狀標準容器。這種容器以前是用來裝化學藥品或食物的，通常是最昂貴的選擇，而且不可分割容器內的位子必須一次整個包下來，但是處理方便
- 彈性包裝ISO標準容器：用PE製成的彈性包裝，通常會用幫浦接上包裝的閥門把天然橡膠灌進去，好處是可以避免氧化，但要注意這種容器通常是一次使用、拋棄式的
- 提袋：用PE或瓦楞紙製成的提袋，比較少見

## 應用

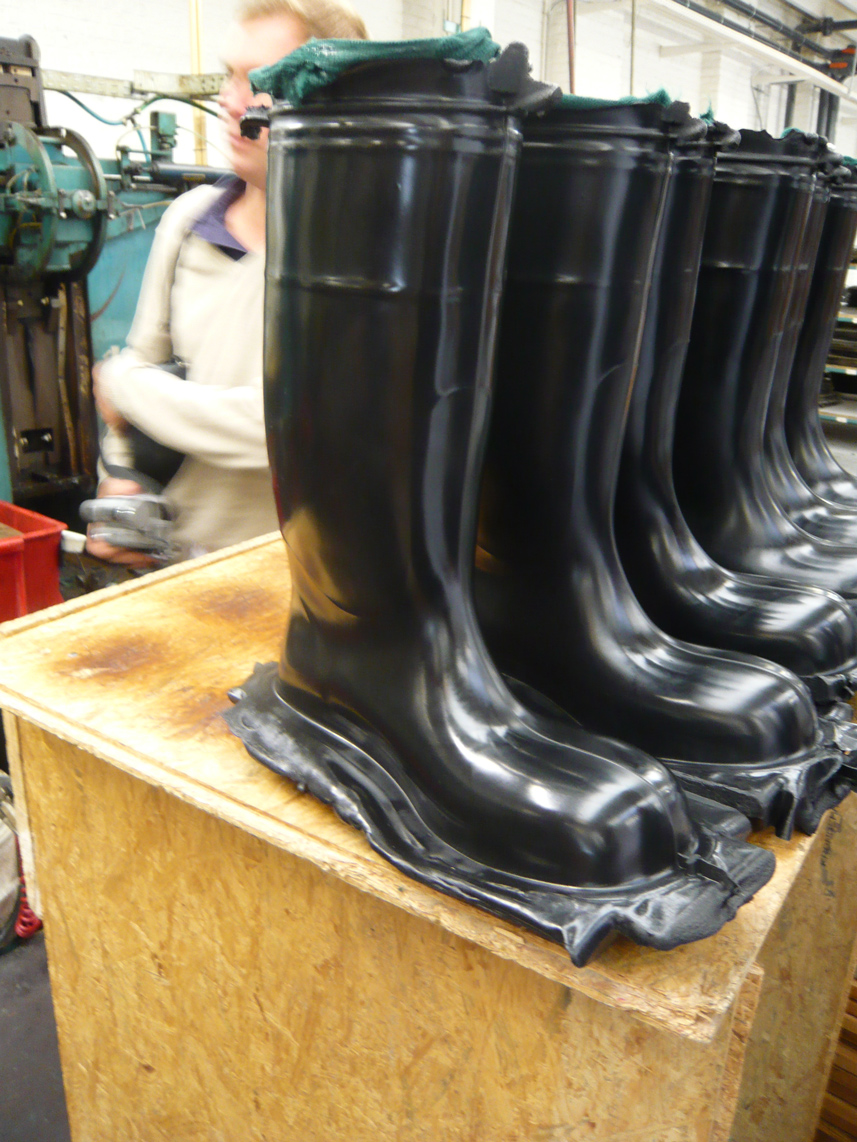
壓模後還沒裁切多餘邊角的橡膠靴

天然橡膠的應用十分廣泛，無論是民生用品和工業產品都有應用，在生產線的流程中和最終產品都可見其蹤跡。大多數的橡膠今日都用來製造輪胎或橡膠管，由於其他產品橡膠用量較少，通稱為一般橡膠商品。

### 史前用途
目前已知最早使用天然橡膠的民族是奧爾梅克文明，他們後來把加熱製造橡膠的技術傳授給馬雅人讓馬雅人以此技術製造運動遊戲用的硬膠球。

### 製造業
其他顯著的用途如門框、窗框、軟管、條帶、墊子、地板、避震器和各種機動車用裝置皆是。手套（不論是醫生用、工業用、家庭用）和玩具氣球也都是橡膠的大量消耗者，雖然這些用途都是濃縮膠乳製成的。還有一樣用途也消耗了不少的橡膠，那就是把橡膠做成各工業和其產品用的黏著劑，其中造紙和地毯工業是這種應用中最值得注意的。橡膠被普遍的製造成橡皮筋和橡皮擦。許多飛行器的輪胎和內胎仍使用天然橡膠製成因為要證明其它合成替代物也能使用的成本太高了。由於天然橡膠單體碳-碳單鍵相對於其他多數合成橡膠單體較多，天然橡膠的物理性質在低溫下表現比較不受影響，因此也是雪地輪胎的重要原料。過度硫化的天然橡膠會成為硬膠，由於質地堅硬，常被做成保齡球，菸斗等產品。由上述所知，許多橡膠產品雖然具有大量消費的特色，但是受到橡膠工藝的影響，難以進行連續式的生產，往往受到混練、熟成等製程上的限制而採用批式生產的方式。

### 紡織應用
因為天然橡膠在常態下接受拉伸可以有高度的應變且之後鬆開回復為原狀的性能良好，所以天然橡膠常常被做成纖維。天然橡膠擠壓成片狀後可以被切成橫切面為圓形或矩形的條狀纖維。基於天然橡膠難以染色、觸感不佳、不美觀等缺點，天然橡膠常被其他紗線包覆起來或者被直接和其他紗線或纖維織在一起。橡膠織物曾十分廣泛的被製造，例如1900年代初期很多基礎服裝就是用這種材料織造的。近來天然橡膠由於其缺乏韌性且天然橡膠之乳膠容易受到陽光、老化、氧化、油類、穿著者出汗等等因素影響多被限制成只能織出質量輕巧的服裝。氯丁橡膠和其他合成橡膠、合成纖維正逐漸取代天然橡膠製成的纖維以因應上述缺點。例如，杜邦公司所研發的氨綸就有比天然橡膠纖維更好的機械性質，而且耐久性更佳。